# Floris Kaayk
Floris Kaayk (Tiel, 1982) is een Nederlandse filmmaker, ontwerper en digital story teller.

## Leven en werk
Kaayk groeide op in Tiel als zoon van het kunstenaarsechtpaar Coen en Guusje Kaayk en een kleinzoon van Lou Smeets, tuinarchitect van de Efteling. Hij studeerde cum laude af aan de afdeling animatie van de Academie voor Beeldende Kunsten Sint-Joost in Breda en haalde een Master of Fine Arts aan het Sandberg Instituut in Amsterdam. Hij is bekend geworden met zijn fictieve documentaires The Order Electrus en Metalosis Maligna. The Origin of Creatures werd gekozen als de Nederlandse inzending voor de Oscaruitreiking in de categorie beste korte animatiefilm van 2011.
In 2011 kwam Kaayk in het nieuws met de filmpjes in de sociale media en op het weblog van zijn alter ego Jarno Smeets. Hij zou de eerste mens zijn die kon vliegen als een vogel. Internationale tv-zenders gebruikten het beeldmateriaal in hun nieuwsuitzendingen. De onthulling kwam op 23 maart 2012 in het tv-programma De Wereld Draait Door: zijn verhaal bleek een kunstproject in samenwerking met productiebedrijf Revolver Media en televisieomroep NTR.
Rayfish Footwear was een fictief bedrijf dat gepersonaliseerde sneakers aanbood, die waren gemaakt van roggenleer. Het product werd zo geloofwaardig gepresenteerd dat velen een bestelling plaatsten.
In The Modular Body wordt een toekomst weergegeven waar menselijke lichamen worden gecreëerd met behulp van 3D-printers en celcultuurtechnologie. Het prototype Oscar, bestaand uit in elkaar te klikken lichaamsdelen, ziet er bedrieglijk levensecht uit. The Modular Body is aangekocht door het Stedelijk Museum Amsterdam en vormt onderdeel van de permanente tentoonstelling van zevenhonderd kunstwerken.
Next Space Rebels is een game over de democratisering van de ruimte en de strijd om een nieuw, onafhankelijk internet. Het startte in 2017 en werd ondersteund door het Stimuleringsfonds Creatieve Industrie. Begonnen als een speculatief kunstproject, werd het uiteindelijk een commercieel product. In 2021 werd het genomineerd voor een Gouden Kalf in de categorie Digitale Cultuur. Next Space Rebels werd in 2021 uitgegeven door Humble Games en is beschikbaar op een breed scala aan spelplatforms.
In 2022 presenteerde hij samen met Next Nature in het Evoluon de VR experience and workshop Next Nature Future Travels, een tijdreis van miljarden jaren naar de tijd dat de zon uitdooft.
Kaayk is fellow aan de Hogeschool voor de Kunsten Utrecht en bij het Next Nature Network. Hij woont in Den Haag. Deze stad benoemde hem in 2012 tot ambassadeur van de Creatieve Stad. Hij was jurylid voor de NTR mediaprijs 2012 en van de Gouden Kalf competitie 2014.

## Citaat
In die verhalen geef ik mijn fantasie op de toekomst en waar alle technologische ontwikkelingen misschien ooit toe gaan leiden, en ik probeer dat op een hele fantasierijke, vaak absurde manier te doen.

## Onderscheidingen
- Human Birdwings werd in 2012 genomineerd voor de Online Competitie UPC innovatieprijs van het Nederlands Filmfestival. Datzelfde jaar werd het project uit 3503 inzendingen gekozen als de juryselectie op het zestiende Japan Media Arts Festival in Tokio.
- In 2014 won Kaayk de Volkskrant Beeldende Kunst Prijs voor zijn animatiefilms en semi-documentaires.[11][12]
- In 2015 won Witch Doctor, de videoclip die hij maakte voor De Staat, onder andere de eerste prijs voor de beste film op het Playgrounds Festival, een UK Music Video Award, een Edison Pop prijs en een European Music Video Award.
- Met The Modular Body won hij in 2016 een Gouden Kalf in de categorie Beste Interactive.[13][14]
- In 2017 won hij de Witteveen+Bos-prijs voor Kunst+Techniek voor zijn gehele oeuvre. Deze prijs bestaat uit een geldbedrag van vijftienduizend euro, een boek over de kunstenaar en zijn werk en een tentoonstelling van een maand in de Bergkerk in Deventer.[10]

## Animaties
- The Order Electrus (2005)
- Metalosis Maligna (2006)
- The Origin of Creatures (2010)

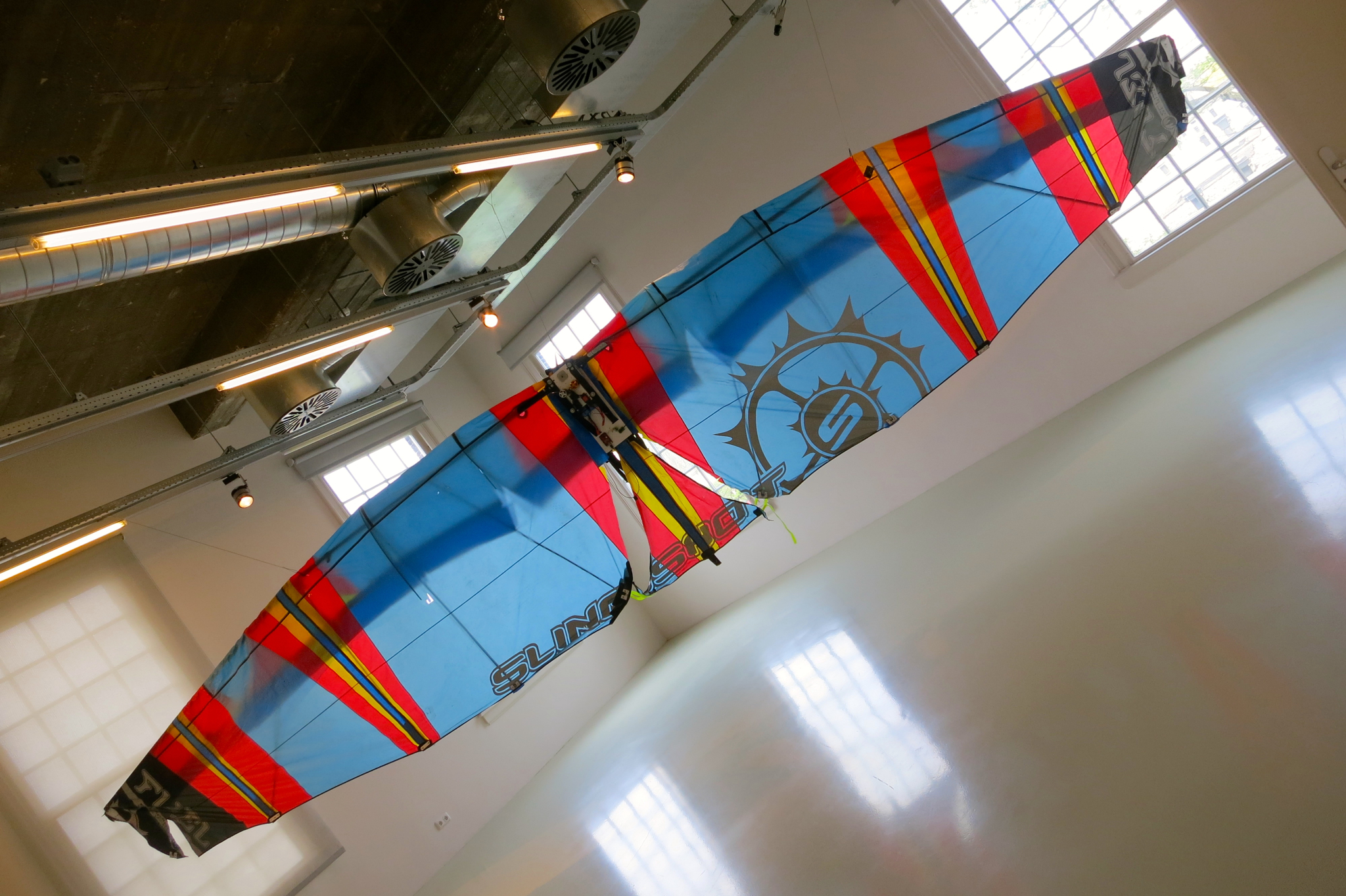
De Human Birdwings

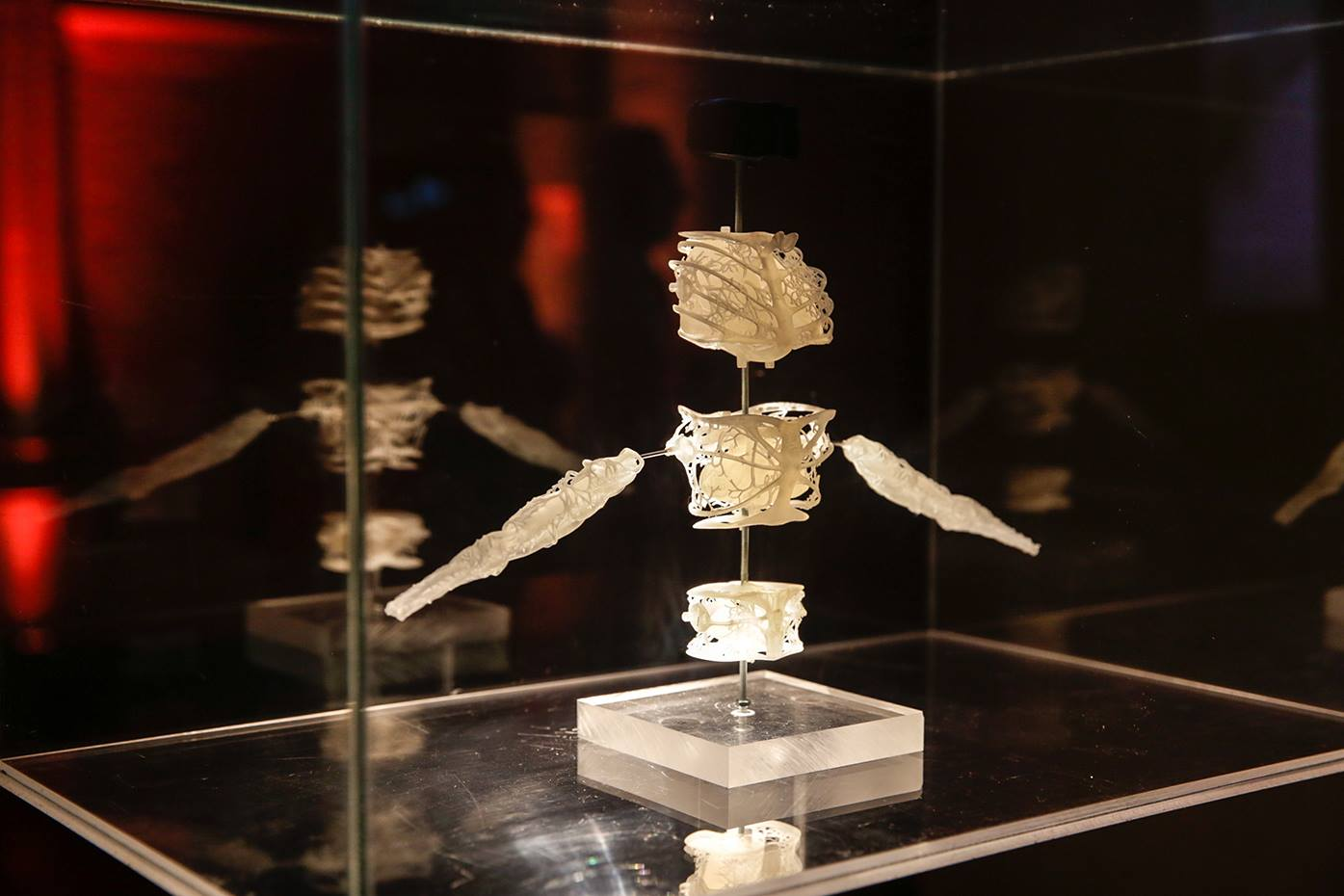
Oscar uit The Modular Body

- Juxtaposis (2011), samen met de formatie Machinefabriek, opgenomen in Showtime Networks’ Short Stories
- Human Birdwings (2012), samen met Revolver Media Productions[15]
- The Rise and Fall of Rayfish Footwear (2012), samen met Next Nature, Koert van Mensvoort en Ton Meijdam
- De Bouwplaats (2014), samen met Coen Kaayk
- Witch doctor (2015), samen met De Staat (Torre Florim) en Studio Smack[16]
- Hell.exe (2016), als onderdeel van de expositie Nieuwe Lusten in het MOTI te Breda
- The Modular Body (2016), geproduceerd door seriousFilm in coproductie met de VPRO[17]
- Computerspel Next Space Rebels (2021)
- VR experience and workshop Next Nature Future Travels (2022)
- Microtopia (2024), een "colonysim" en "factory automation" game van Floris Kaayk en Tijmen Meijer, uitgegeven door Goblinz,[18] op 21 november 2024 gepresenteerd op het Playgroundfestival in Breda.[19]

- Gemeinsame Normdatei: 140941479
- International Standard Name Identifier: 0000 0000 7815 0333
- RKD-Nederlands Instituut voor Kunstgeschiedenis: 349528
- Union List of Artist Names: 500639978
- Virtual International Authority File: 120207220
- WorldCat: E39PBJfxdBdD7qRR98r97P9kXd